# Gottfried Saurbier
Gottfried Saurbier (* 22. Dezember 1904 in Köln; † 6. Oktober 1971 in Roding) war ein deutscher Maler.
Gottfried Saurbier begann nach dem Besuch der Volksschule zunächst eine Lehre als Dekorateur, wechselte aber nach kurzer Zeit den Ausbildungsplatz und lernte danach Goldschmied. Er heiratete 1930 seine Frau Edith, die er bereits 5 Jahre vorher kennengelernt hatte. Beide waren danach in Berlin freiberuflich als Maler und Grafiker tätig. Zu diesem Zeitpunkt begann Gottfried Saurbier auch, private Malstunden bei einem befreundeten Maler zu nehmen.
Als er 1945 nach dem Zweiten Weltkrieg nach Berlin heimkehrte, waren alle seine zuvor entstanden Werke durch Bombeneinwirkung zerstört. Einige Jahre später begann er eine Tätigkeit als Dozent für Bildende Kunst an der Volkshochschule Berlin-Schöneberg, ab dem Jahr 1955 war er als Workstudio-Leiter im Berliner Amerikahaus tätig und unterrichtete in dieser Eigenschaft auch Gruppen von Jugendlichen in Ausstellungsgestaltung, Malerei und Grafik.
In der Zeit von 1950 bis 1969 erhielt er vom Berliner Senat mehrere Aufträge für Wandgemälde. In dieser Zeit bestritt er auch mehrere Ausstellungen.
Im Jahr 1969 entschloss er sich, gemeinsam mit seiner Frau in den Ort Wetterfeld bei Roding zu ziehen, um dort seinen Lebensabend zu verbringen. Das Ehepaar baute sich ein kleines Holz-Haus und zog dann im Jahr 1970 dorthin um.
Erst fast 17 Jahre nach seinem überraschenden Tod im Oktober 1971 – vom 30. April bis 15. Mai 1988 – fand erstmals wieder eine Ausstellung seiner Werke im Alten Rathaus der Stadt Roding statt. In dieser Ausstellung wurden 57 Bilder, Grafiken und Plastiken des Künstlers der Öffentlichkeit vorgestellt.